# 郭昌 (东郡)
郭昌（?—?），西汉方士，东郡（治濮阳，今河南濮阳西南）人。
郭昌是齐人甘忠可的弟子，传授“再受命”学说。汉哀帝时任长安令，甘忠可弟子夏贺良再次提出汉运已衰当更受命的主张时，郭昌力劝李寻帮助其师兄夏贺良实现再受命说。使夏贺良得待诏黄门，多次见到哀帝，进行再受命说被哀帝所采纳。